# Шічо
Шічо (яп. シチョウ — вперто переслідувати) — прийом захоплення каменів у го, при якому атакувальний гравець кожним наступним ходом зменшує даме захоплюваної групи з двох до одного. Також використовується перекладений варіант «східці», оскільки в результаті виходить сукупність камінців, що нагадує сходи.
Інший важливий прийом захоплення каменів — ґета.

Білий 1 — шічо атарі

## Шічо атарі
Шічо атарі (сходоламач) — камінь, який завадить атакуючому захопити групу, якщо шічо дотягнеться до нього. Шічо атарі зазвичай ставиться з урахуванням позиції в іншій частині дошки або локальної боротьби.